# Таналык (село)
Таналык (баш. Таналыҡ) — село в Кваркенском районе Оренбургской области. Центр Таналыкского сельсовета

## Этимология
Таналык, Таналыкская — по реке Таналык, протекающей в Республике Башкортостан и Оренбургской области. По справочнику, это сложение основы тана `годовалый телёнок` и афф. -лыҡ (с ссылкой на «Краеведческий сборник», 1930. С. 70).

## Население
| 2010 |
| ---- |
| 518  |